# Schierer Mühle
Die Schierer Mühle in der Gemeinde Schwalmtal war eine Wassermühle mit einem unterschlächtigen Wasserrad.

## Geographie
Die Schierer Mühle hatte ihren Standort am Kranenbach, im Ortsteil Schier 15–17, in der Gemeinde Schwalmtal im Kreis Viersen. Oberhalb der Schierer Mühle lag die Hausermühle, unterhalb die Pletschmühle. Der Wasserspiegel des Kranenbachs lag in diesem Bereich bei 50 m über NN. Die Pflege und Unterhaltung des Baches obliegt dem Schwalmverband, der in Brüggen seinen Sitz hat.

## Geschichte
Die Herren von Bocholtz, deren Stammsitz bei Lobberich war, besaßen seit dem 13. Jahrhundert auch drei Mühlen: die Lüttelforster Mühle, die Hausermühle und die Schierer Mühle. Die Schierer Mühle trug in ihrer Geschichte viele Namen: „Mühle am Berg“ – „Berger Mühle“ – „Vossenmühle“ – „Fußenkuhlenmühle“ und auch „Schierender Mühle“. Sie lag am Kranenbach, einem Nebenfluss der Schwalm und wurde als Öl- und Getreidemühle betrieben. Anfang des 19. Jahrhunderts wurde die Mühle in Privathand gegeben.
Bis 1920 wurde die Mühle siebenmal „weitergereicht“, bevor die Vorfahren des heutigen Eigentümers die Mühle übernahmen. Das heruntergekommene Gebäude wurde instand gesetzt und bekam ein neues Wasserrad. Die Bachregulierung und das eingezogene Staurecht bedeuteten das Ende des Wasserantriebs. Der Versuch, auf elektrischen Antrieb umzustellen, scheiterte an den schweren Mühlsteinen. 1927 wurde der Mühlenbetrieb eingestellt. Der Weiher wurde verfüllt. An die Mühle erinnern nur noch die geriffelten Mühlsteine der Mahlgänge und die glatten der Kollergänge im Vorgarten.

## Galerie

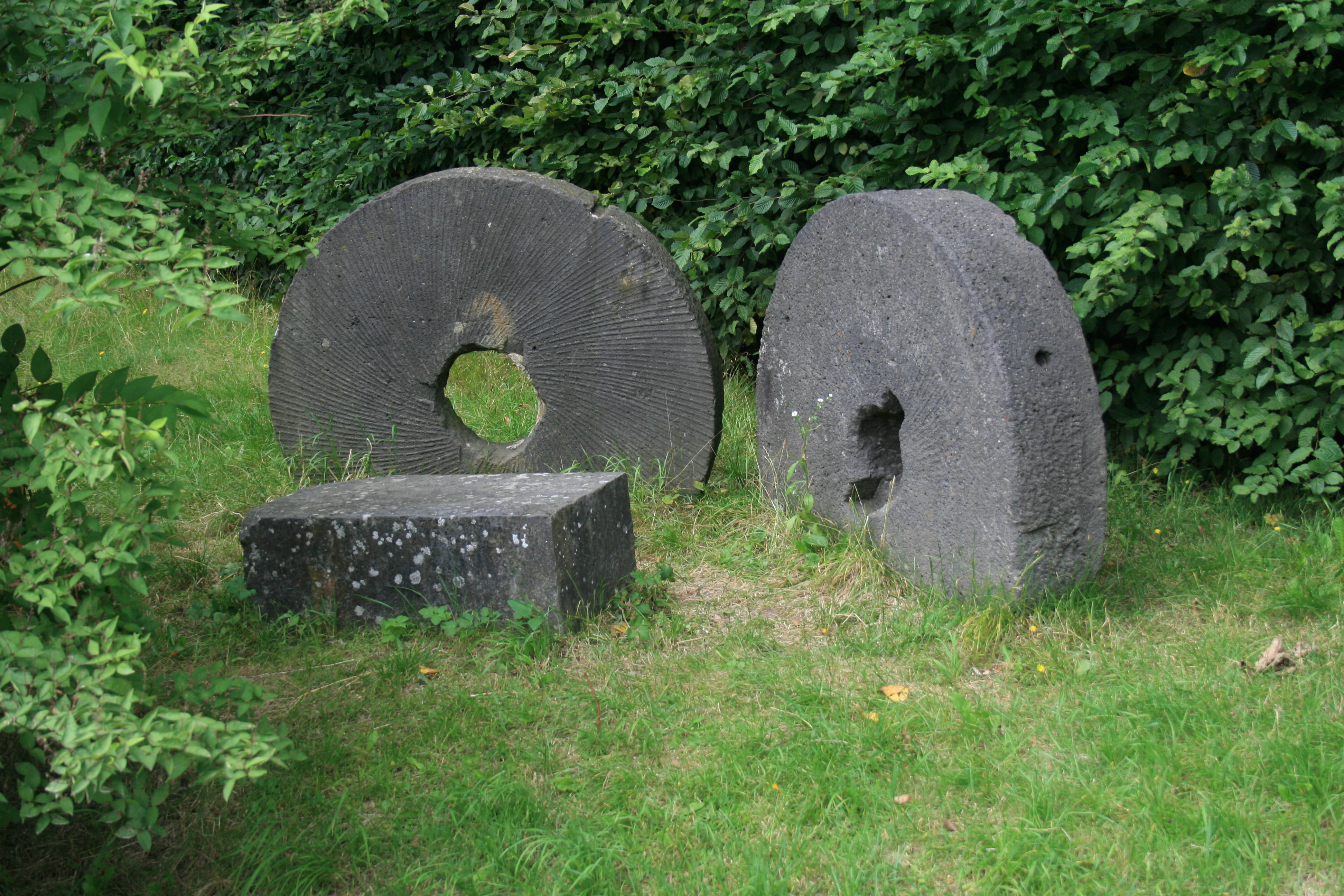
Mühlstein als Erinnerung
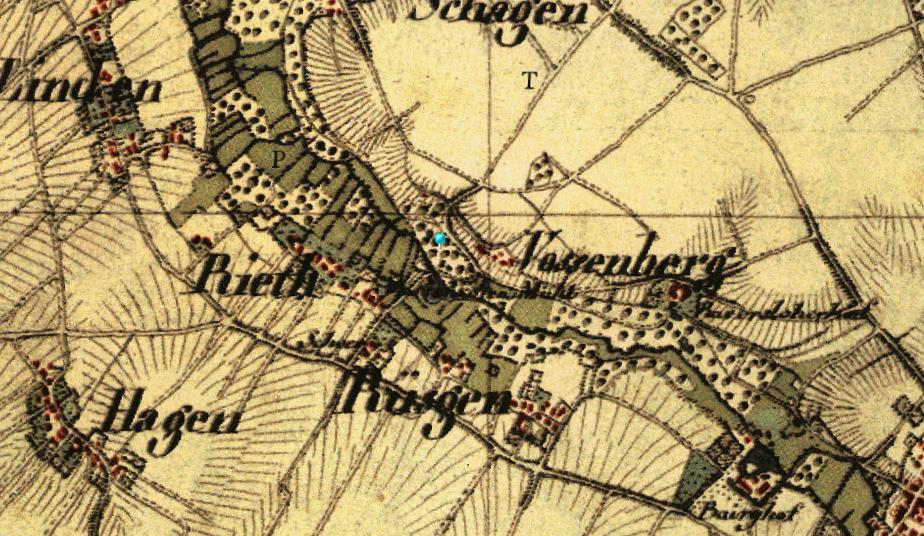
Tranchotkarte von 1806